# Universal Caffè-Ecopetrol
L'equip Universal Caffè-Ecopetrol (codi UCI: UCE), conegut anteriorment com a CB Immobiliare, fou un equip ciclista italià, de ciclisme en ruta. Creat al 2005, va tenir categoria continental, fins a la seva última temporada al 2007.

## Principals resultats
- Trofeu internacional Bastianelli: Davide Torosantucci (2005)
- Gara Ciclistica Montappone: Davide Torosantucci (2005)
- Giro del Cigno: Davide Torosantucci (2005)
- Volta al Japó: Volodímir Duma (2006)
- Crono de les Nacions-Les Herbiers-Vendée: Raivis Belohvoščiks (2006)
- Trofeu Salvatore Morucci: Fabio Terrenzio (2006)

### A les grans voltes
- Giro d'Itàlia
  - 0 participacions
- Tour de França
  - 0 participacions
- Volta a Espanya
  - 0 participacions

## Classificacions UCI
L'equip participà en els Circuits continentals de ciclisme des del 2005. La següent classificació estableix la posició de l'equip en finalitzar la temporada.
UCI Àfrica Tour
| Temporada | Classificació per equips | Millor ciclista en la classificació individual |
| --------- | ------------------------ | ---------------------------------------------- |
| 2007      | 4t                       | Domenico Loria (31è)                           |

UCI Amèrica Tour
| Temporada | Classificació per equips | Millor ciclista en la classificació individual |
| --------- | ------------------------ | ---------------------------------------------- |
| 2006      | 28è                      | Aníbal Borrajo (244è)                          |

UCI Àsia Tour
| Temporada | Classificació per equips | Millor ciclista en la classificació individual |
| --------- | ------------------------ | ---------------------------------------------- |
| 2006      | 14è                      | Volodímir Duma (24è)                           |

UCI Europa Tour
| Temporada | Classificació per equips | Millor ciclista en la classificació individual |
| --------- | ------------------------ | ---------------------------------------------- |
| 2005      | 49è                      | Leonardo Giordani (142è)                       |
| 2006      | 59è                      | Raivis Belohvoščiks (340è)                     |
| 2007      | 60è                      | Vladislav Boríssov (143è)                      |